# Gregor Joseph Werner
Gregor Joseph Werner (* 28. Januar 1693 in Ybbs an der Donau; † 3. März 1766 in Eisenstadt) war ein österreichischer Komponist und der Vorgänger von Joseph Haydn als Kapellmeister des Fürsten Esterházy.

## Leben

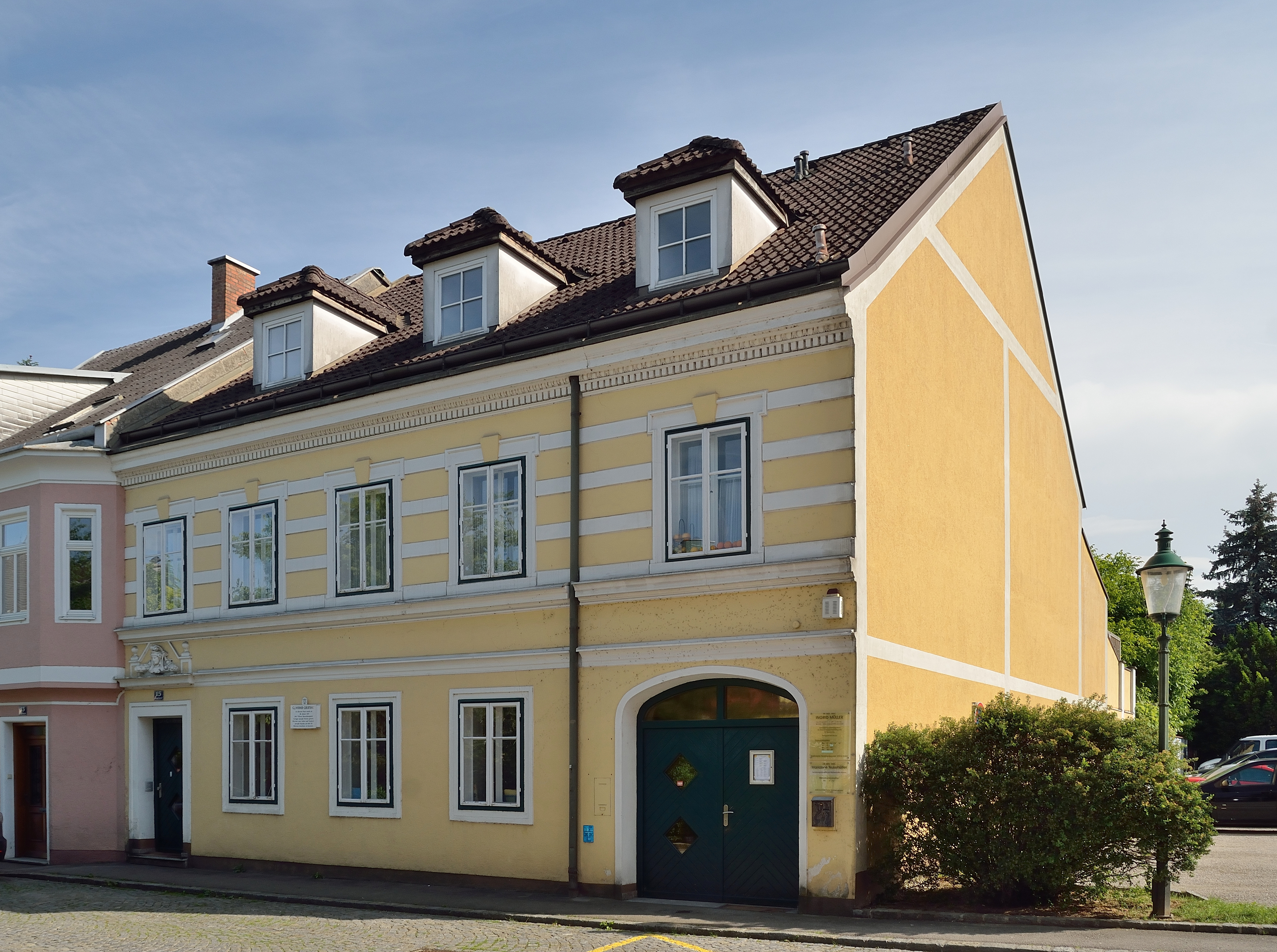
Geburtshaus von Werner in Ybbs an der Donau

Gregor Joseph Werner kam wahrscheinlich an das Stiftsgymnasium Melk. Vermutlich war er hier ab 1716 Organist. Als seinen Lehrer vermutet man Johann Joseph Fux, seine Verbindungen zu der Druckerei Johann Jakob Lotters (1683–1738) in Augsburg lassen auch auf einen Aufenthalt in Süddeutschland schließen.
In Nachfolge von Wenzel Franz Zivilhofer war Werner ab Mai 1728 Hofkapellmeister beim Fürsten Esterházy in Eisenstadt. 1761 wurde Joseph Haydn Vizekapellmeister und ab 1762 stand nur noch die Kirchenmusik unter der Leitung Werners, der 39 Jahre älter war als Haydn.
Aus Werners Nachlass gab Joseph Haydn sechs Fugen für Streichquartett bei Artaria in Wien heraus. Er vermerkte auf dem Titelblatt: „Aus besonderer Achtung gegen diesen berühmten Meister“.

## Werk
Der Schwerpunkt seines Schaffens war die Kirchenmusik. So komponierte er mehr als 50 Messen, Te Deen, Vespern, Litaneien, Lamentos und zahlreiche deutsche Oratorien, wie  „Absalon“ (1743), „Ester“ (1746), „Der verlorene Sohn“ (1747), „Job“ (1748), „Holoferne“ (1747) und „Ada“ (1749).
Zu den bekannten nicht-sakralen Werken gehören seine „Symphonie sex senaeque Sonatae“ (1735), „Diletto Musicale“, der „Instrumentalkalender“ (Beschreibung der 12 Monate mit musikalischen Ausdrucksformen), „Der Wienerische Tandlmarkt“, „Bauern-Richters-Wahl“ sowie ein Cellokonzert.